# Феофан (Шиянов-Чернявский)
Епископ Феофан (в миру Феодор Григорьевич Шиянов-Чернявский; 8 (19) июня 1744, Китайгород, Кобелякский уезд, Полтавская губерния — 24 января 1812) — епископ Русской православной церкви, епископ Полтавский и Переяславский.

## Биография
Родился 8 июня 1744 года в семье духовной в местечке Китайгороде, Кобелякского уезда Полтавской губернии. Его брат — архимандрит Новоиерусалимского монастыря Нектарий (Чернявский).
Образование получил в Киевской духовной академии.
Имея от природы влечение к монашеской жизни, он тотчас по окончании курса в помянутой академии поступил в Киево-Печерскую лавру на послушание, а в 1770 году принял там монашество и затем проходил тут разные должности: библиотекаря, типографского справщика и проповедника.
В декабре 1774 года определён членом духовного собора.
23 февраля 1775 года, по личным достоинствам своим и за неусыпные труды по возлагаемым на него должностям, он возведён был в звание соборного старца и сделан начальником лаврской типографии (типографом) и вместе с тем главным корректором печатаемых в типографии книг. Должность типографа в лаврских типографиях, как известно, не легка и во всякое время, но в то время она была чрезвычайно трудна — требовала особенно бдительного надзора и неусыпной деятельности по типографскому делу. Много требовалось в то время богослужебных книг для церквей внутри России; но ещё большее количество их нужно было поставлять для заграничных православных церквей, находившихся в Польском королевстве, Палестине и других землях православного Востока. Типографу, состоявшему притом и главным корректором, очевидно, было очень много трудов, особенно при проверке греческих изданий.
Сверх этих трудов по типографии, Феофан нёс обязанности лаврского проповедника и сочинителя речей в важных случаях, официальных бумаг различного содержания и писем по лаврским делам, требовавшим переписки с разными присутственными местами и высокопоставленными лицами в государстве; преимущественно же ему было поручено и составление поздравительных писем и речей, посылаемых, по тогдашнему обыкновению, от лавры высочайшим лицам, при всяком событии в царском доме.
2 ноября 1776 года, по случаю совершившегося в этом же году, 26 сентября, бракосочетания наследника престола Павла Петровича с Виртембергской принцессой Марией Фёдоровной, иеромонах Феован отправлен был от лавры в Санкт-Петербург с сочиненными им самим поздравительными речами и приготовленными для императрицы и наследника с его супругою иконами от имени лавры (Речи напечатаны в «Страннике» за 1876 г., № XI, стр. 87).
Последствием этого было то, что на имя архимандрита Киево-Печерской лавры 26 февраля 1777 года последовал от наследника престола Павла Петровича следующий рескрипт: «Ваше преподобие! Письмо ваше, изъявляющее как ваше, так и братии обители вашей усердие и искренность, мною получено. Оно возбудило во мне чувствительность, сходственную совершенно с теми чувствами, которые приобык я ощущать ко всему тому, что носит имя россиян. Примите же теперь от меня за оное мою благодарность и будьте уверены о непременности моего противу вас благорасположения. Вам благосклонный Павел».
В тамошнем лаврском архиве находится очень много речей и писем, сочиненных и писанных рукою Феофана.
С 1777 года иеромонах Феофан имел счастье заслужить монаршее к себе благоволение, которым и пользовался постоянно. В 1787 году он вместе с прочими высокопоставленными лицами встречал императрицу Екатерину II и приветствовал её от себя. Вскоре по прибытии своем в Киев императрица лично повелела митрополиту Самуилу посвятить иеромонаха Феофана в архимандрита нежинского Благовещенского монастыря, именуемого Назарет.
В Богоявленской церкви Киево-Братского монастыря в присутствии самой императрицы Феофан был произведён в новый сан и тут же в церкви приветствовал её благодарственной речью.
Нежинским Богоявленским монастырем архимандрит Феофан управлял с 1786 по 1798 год. При нём монастырь лишился вотчин и разорён был в 1797 году сильным пожаром.
13 мая 1798 года архимандрит Феофан был назначен настоятелем первоклассного черниговского Елецкого Успенского монастыря и определён ректором Черниговской семинарии, но тут был только один год.
В 1799 году он перемещён был в Спасо-Преображенский новгород-северский первоклассный монастырь, с увольнением от ректорской должности.
Когда 16 октября 1799 года ему Высочайше повелено было быть особым викарием Киевской митрополии, именоваться епископом Чигиринским и иметь пребывание в Киево-Михайловском монастыре с правами настоятеля в нём, то по докладу Св. Синода 26 ноября 1799 года архимандрит Феофан в том же году был вызван в Киев и 12-го февраля следующего 1800 года хиротонисан в Киево-Софийском соборе в сан епископа; с того времени викарные Киевские епископы назначались настоятелями вышеупомянутого Киево-Михайловского монастыря.
18 ноября 1806 года преосвященный Феофан за неусыпную деятельность его по викариатству и за прежние труды по разным возлагавшимся на него должностям Всемилостивейше награждён был орденом святой Анны 1-й степени.
Преосвященный Феофан в звании киевского викария был восемь лет и оставил прекрасный памятник своего здешнего викариатства. Киево-Михайловский монастырь при вступлении Феофана в настоятели находился в полном упадке и средств для исправления не имел. Хозяйство монастыря увеличилось через присоединение назначенных на содержание викария угодий. Но пресвященный Феофан исходатайствовал монастырю луг, хутор и мельницу и устроил иконно-книжную лавку. По любви к богомысленному уединению он основал в 12-ти верстах от Киева, на земле, принадлежащей Киево-Михайловскому монастырю, загородную дачу, на которой устроил и церковь во имя архистратига Михаила и несколько келий для пребывания там служащей братии, где и сам нередко проживал, особенно в летнее время. Тут же заведено было и кладбище для погребения братии Киево-Михайловского монастыря.
25 января 1807 года Феофан переведён был на епископскую кафедру полтавской епархии, куда прибыл 31 марта, и имел местопребывание в городе Переяславле — резиденции прежних Полтавско-Переяславских епископов.
Вступив в управление полтавско-переяславской паствой, преосвященный Феофан, по любви к просвещению, прежде всего обратил внимание на духовную семинарию, как на рассадник, в котором должны созреть и образоваться будущие пастыри святой церкви. Зная по опыту, что успех школьного дела главным образом зависит от привлечения в школу лучших педагогов и от более продолжительного служения их в одном и том же учебном заведении, и что это преимущественно обуславливается материальным обеспечением служащих в учебных заведениях, он искренно желал и заботился об увеличении материального содержания учащих и учащихся и имел утешение видеть осуществленным своё задушевное желание по этому предмету.
Как бывший официальный проповедник Киево-Печерской лавры и любитель церковной проповеди, Феофан и словом, и собственным примером поощрял и побуждал к проповедованию слова Божия и начальствующих, и учащих, и учащихся в семинарии; требовал также, чтобы и все священники, кончившие курс семииарских наук, занимались ревностно произнесением проповедей в своих приходских церквах, независимо от произнесения их, по назначению, в кафедральном и в городских уездных соборах. С особенным вниманием следил Феофан за ходом консисторских дел, принимал меры к упрощению делопроизводства и вступал даже в борьбу с главными консисторскими дельцами, доходившую до св. Синода.
Епархию свою преосв. Феофан объезжал по частям ежегодно, совершал богослужения и говорил речи. Он оставил незабвенную о себе память своей патриархальной простотой, своим отеческим и, можно сказать, братским обращением со всеми и своим бескорыстием.
Скончался 24 января 1812 года и погребён в архиерейской усыпальнице в Вознесенском соборе. Слова и речи его печатались после произнесения их; встречаются они и в «Полтавских Епархиальных Ведомостях».